# Eraxasilus potamon
Eraxasilus potamon là một loài ruồi trong họ Asilidae. Eraxasilus potamon được Walker miêu tả năm 1851. Loài này phân bố ở vùng Tân nhiệt đới.